# Brno-Řečkovice
Brno-Řečkovice – przystanek kolejowy w Brnie przy ulicy Gromešovej 1202/6, w kraju południowomorawskim, w Czechach. Położona jest na wysokości 245 m n.p.m.
Na przystanku nie ma możliwości zakupu biletu, a obsługa podróżnych odbywa się w pociągu. 

## Linie kolejowe
- 250 Havlíčkův Brod - Brno - Kúty